# Alien Apocalypse
Pour plus de détails, voir Fiche technique et Distribution.
Alien Apocalypse est un téléfilm de science-fiction américain réalisé par Josh Becker et diffusé le 26 mars 2005 sur Sci Fi Channel.

## Synopsis
De retour d'une mission, une équipe d'astronautes découvre que l'humanité a été réduite en esclavage par des extraterrestres.

## Fiche technique
- Titre : Alien Apocalypse
- Réalisation : Josh Becker
- Scénario : Josh Becker et Robert G. Tapert
- Production : Sven Clement, Jeff Franklin, Peter Jaysen, Jan Korbelin, Rich Tackenberg, Philip Von Alvensleben, Bob Perkis, Thomas Becker, Cindy Carroll, Barbara Kearney, Ted Chalmers, Jörg Westerkamp et Scott Zakarin
- Musique : Joseph LoDuca
- Photographie : David Worth
- Montage : Shawn Paper
- Décors : George Costello
- Costumes : Katya Ivanova
- Effets spéciaux de maquillage et création des créatures : Gary Jones
- Effets spéciaux visuels : Craig Bocchiarro
- Compagnies de production : Sci-Fi Pictures, FWE Picture Company, ApolloProScreen Filmproduktion et Creative Light Entertainment
- Compagnie de distribution : The Sci-Fi Channel
- Pays d'origine :  États-Unis
- Format : Couleurs - 1.78:1 - Dolby Digital - 35 mm
- Genre : Action, science-fiction
- Durée : 88 minutes
- Dates de sortie : 26 mars 2005 (États-Unis, sur Sci Fi Channel)

## Distribution
- Bruce Campbell : Dr Ivan Hood
- Renée O'Connor : Kelly
- Remington Franklin : Alex
- Michael Cory Davis (en) : le capitaine Chuck Burkes
- Peter Jason : le président Demsky
- Neda Sokolovska : Aida
- Vladimir Kolev : Bob, le pêcheur
- Valentin Giasbeily : Tyler
- Velizar Binev : Manager
- Dimiter Kuzov : un chasseur de primes
- Krum Iapulov : un chasseur de primes
- Jonas Talkington : un chasseur de primes
- Zlatko Zlatkov : un chasseur de primes
- Danail Obretenov : le contremaître
- Chavdar Simeonov : le chef alien

## Autour du film
- Le tournage s'est déroulé en Bulgarie durant 17 jours[2].
- Le rôle de Kelly fut tout d'abord proposé à Lucy Lawless.
- Il s'agit de la sixième collaboration entre Bruce Campbell et le cinéaste, après les courts métrages Œdipus Rex (1972) et Torro Torro Torro (1981), et les longs métrages Stryker's War (1985), Lunatics : A Love Story (1991) et Running Time (1997).

## Distinctions
- Prix du meilleur film sorti directement en vidéo, lors du festival Fantastic'Arts en 2007.

## DVD
En France, le téléfilm est sorti en DVD le 3 mai 2007 chez Free Dolphin Entertainment en français et anglais avec sous-titres français au ratio d'origine 1.85:1 panoramique 16/9. En suppléments un making of, une bande annonce et deux courts métrages. (ASIN B000NTPAU8)